# Itaka
Itaka är en segelbåt av typen 10mR med omkring 160 kvadratmeter segelyta, som ritades av Tore Holm 1933 på beställning av hovkörsnär Arvid Lindahl. 

## Historik
Itaka byggdes under vintern 1933–1934 på Stockholms Båtbyggeri AB, även kallat Neglingevarvet. Arvid Lindahl beställde henne av Tore Holm och de första åren bar hon namnet Zibeline. Efter det att  Arvid Lindahl oväntat avled 1936, köptes Zibeline av Sven Engwall 1937 och döptes om till Itaka. Under många decennier seglades hon av familjen Engwall och deltog ofta i Kungliga Svenska Segelsällskapets (KSSS) regattor i Sandhamn.
Itaka har genom åren varit runt i hela Norden och dessutom tillbringat ett decennium i Medelhavet under 1980-talet. Den mest spektakulära händelsen var nog när Itaka den 4 augusti 1942 kolliderade med M/S Waxholm I i Kodjupet. Hon sjönk, men bärgades, och det blev en sjöförklaring som ledde till att befälhavaren på Waxholm fälldes för vållande till olyckan och dömd till dagsböter.
Under 2017–2019 gjordes en stor renovering av kölplanka, roderstäv, alla trä- och järnspant, nytt roder, ny mastfisk. De ursprungliga ritningarna följdes i möjligaste mån för att bevara Itaka som originalet.
Idag (2020) ägs Itaka av ett konsortium med seglarna Carl Hirsch, Patrick Ståhle, Patrik Liljekvist och Ingmar Bergman.

## Tekniska data
När Itaka ritades av Tore Holm hösten 1933 var det efter enligt den senaste versionen av R-regeln och det sparades inte på materialet. Hon är byggd av finaste hondurasmahogny med oregon pine-däck, och riggen var redan från början av stålplåt enligt beställaren. Hon levererades 23 juni 1934 till beställaren Arvid Lindahl efter enbart sex månaders byggtid. 
Innan Itaka byggdes, godkändes ritningarna av Det Norske Veritas, på den tiden den bästa kvalitetsstämpeln man kunde få.

## Bildgalleri

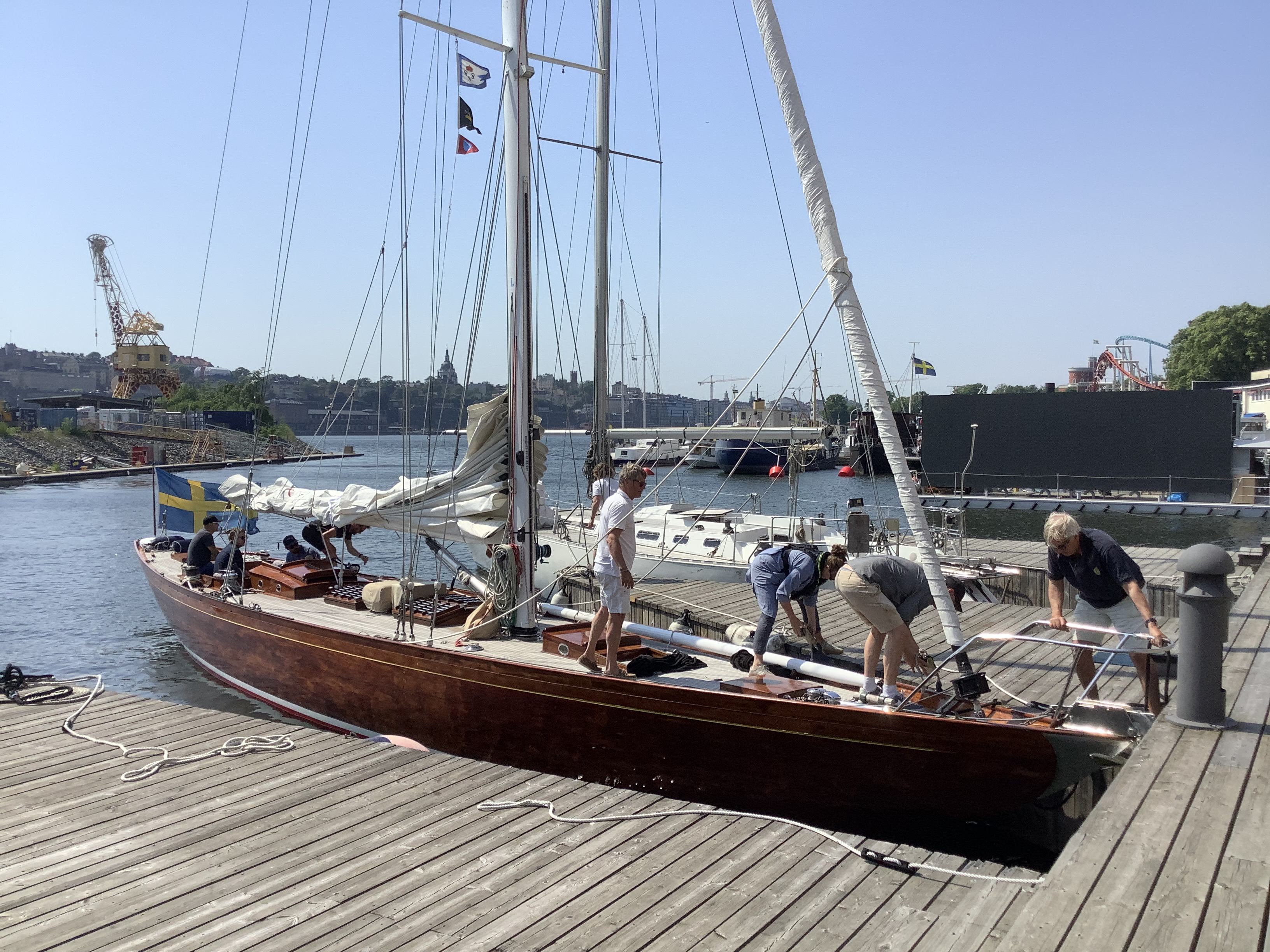
Itaka lägger till vid Nya Djurgårdsvarvet
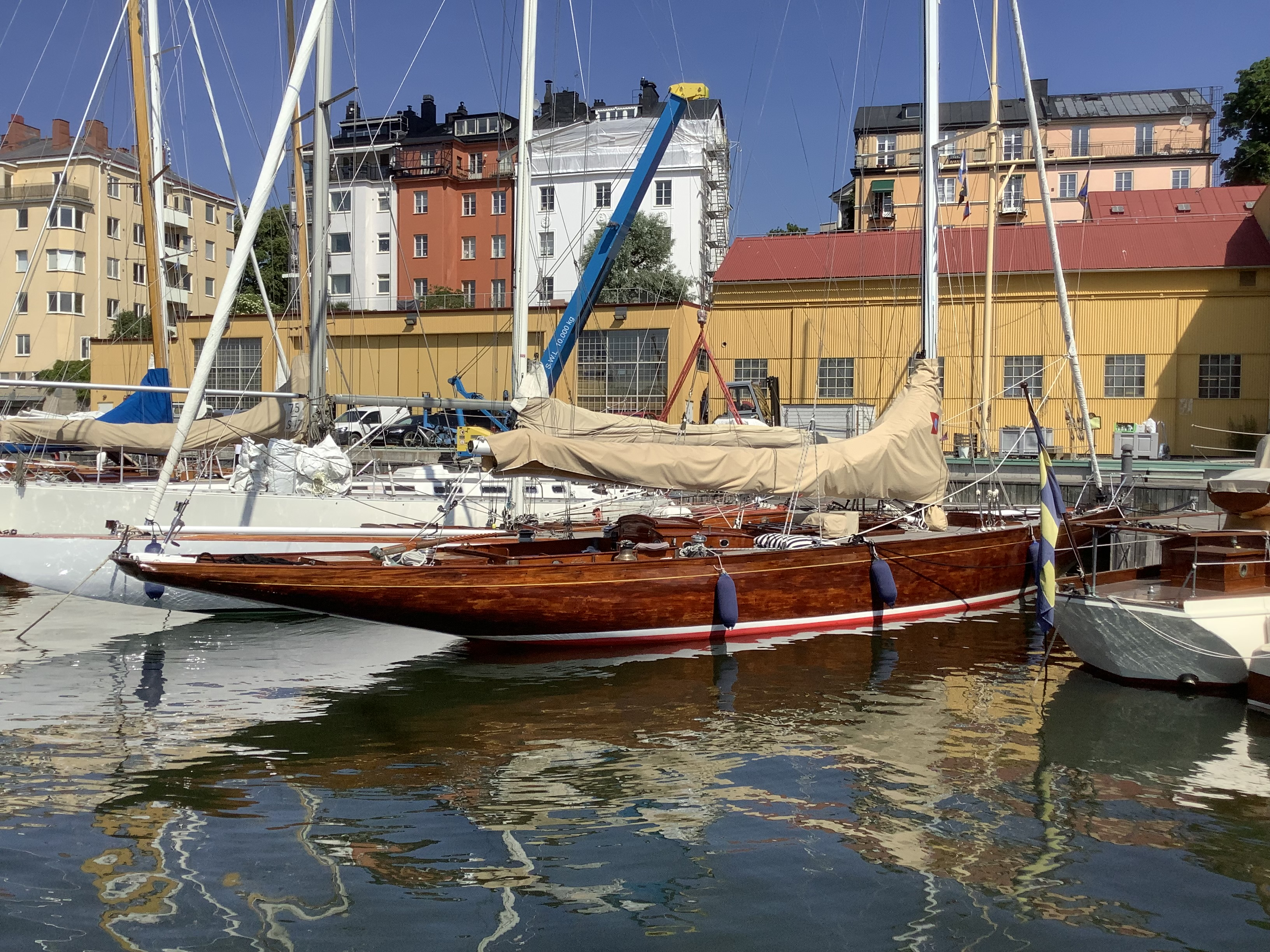
Itaka vid Nya Djurgårdsvarvet
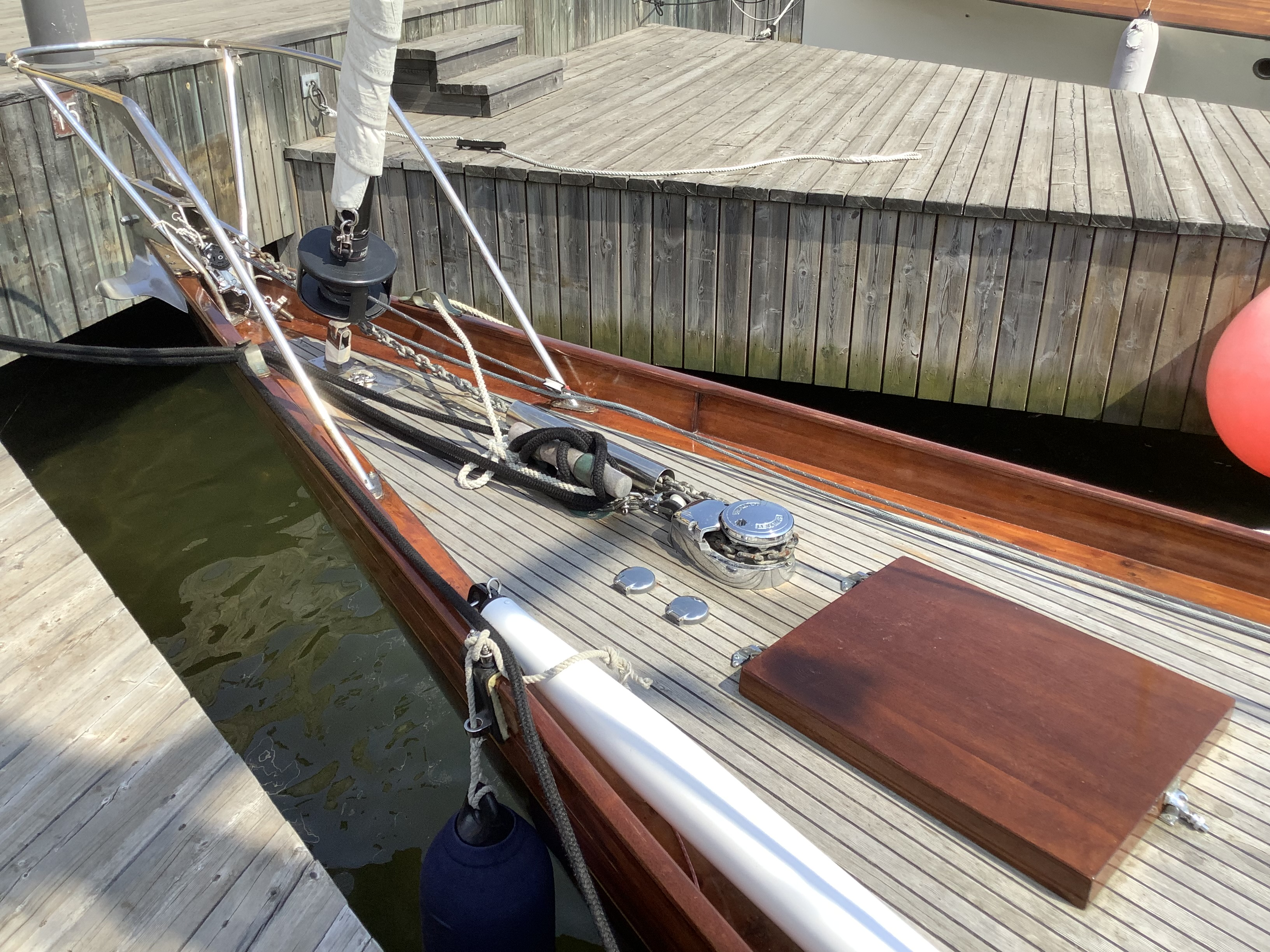
Detalj
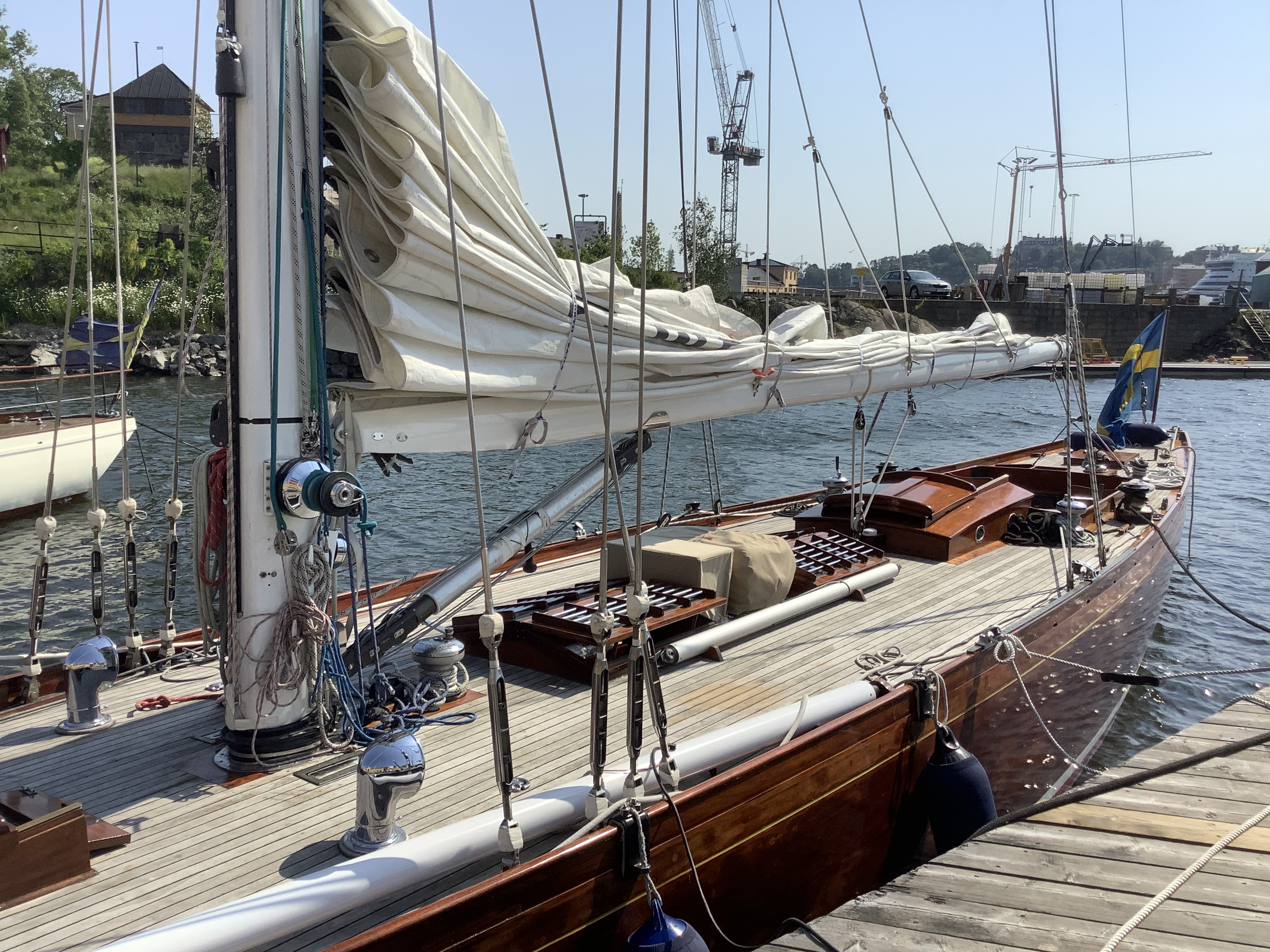
Detalj